# Палмайра (тауншип, Миннесота)
Палмайра (англ. Palmyra) — тауншип в округе Ренвилл, Миннесота, США. На 2000 год его население составило 215 человек.

## География
По данным Бюро переписи населения США площадь тауншипа составляет 94,0 км², из которых 94,0 км² занимает суша, водоёмов нет.

## Демография
По данным переписи населения 2000 года здесь находились 215 человек, 84 домохозяйства и 59 семей. Плотность населения — 2,3 чел./км². На территории тауншипа расположено 98 построек со средней плотностью 1,0 построек на один квадратный километр. Расовый состав населения: 95,81 % белых, 4,19 % — других рас США. Испанцы или латиноамериканцы любой расы составляли 4,19 % от популяции тауншипа.
Из 84 домохозяйств в 33,3 % воспитывались дети до 18 лет, в 60,7 % проживали супружеские пары, в 3,6 % проживали незамужние женщины и в 28,6 % домохозяйств проживали несемейные люди. 27,4 % домохозяйств состояли из одного человека, при том 17,9 % из — одиноких пожилых людей старше 65 лет. Средний размер домохозяйства — 2,56, а семьи — 3,08 человека.
27,0 % населения — младше 18 лет, 5,6 % — в возрасте от 18 до 24 лет, 26,5 % — от 25 до 44, 26,0 % — от 45 до 64, и 14,9 % — старше 65 лет. Средний возраст — 40 лет. На каждые 100 женщин приходилось 93,7 мужчин. На каждые 100 женщин старше 18 приходилось 103,9 мужчин.
Средний годовой доход домохозяйства составлял 38 125 долларов, а средний годовой доход семьи — 45 313 долларов. Средний доход мужчин — 33 750 долларов, в то время как у женщин — 23 125. Доход на душу населения составил 18 838 долларов. За чертой бедности находились 6,2 % семей и 5,9 % всего населения тауншипа, из которых 7,4 % старше 65 лет.